# Pluma Hidalgo
Pluma Hidalgo è un comune del Messico, situato nello stato di Oaxaca.